# Condado de Eddy (Nuevo México)
El condado de Eddy es uno de los 33 condados del estado estadounidense de Nuevo México. La sede del condado, así como su mayor ciudad es Carlsbad. El condado posee un área de 10.872 km² (los cuales 40 km² están cubiertos por agua), la población de 51.658 habitantes, y la densidad de población es de 5 hab/km² (según censo nacional de 2000). Este condado fue fundado en 1889.

## Lugares

### Ciudades
- Artesia
- Carlsbad

### Villas
- Hope
- Loving

### Lugares designados por el censo
- Carlsbad North